# O Animal Mais Perigoso do Mundo

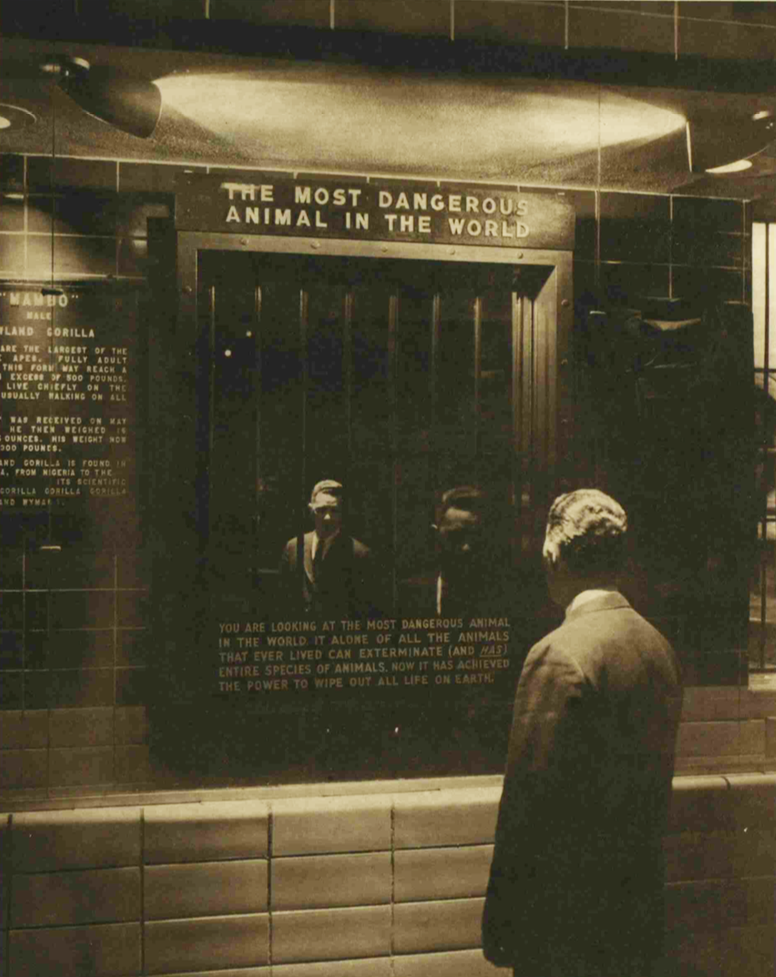
Exposição O Animal Mais Perigoso do Mundo no Zoológico do Bronx (1963)

O Animal Mais Perigoso do Mundo foi uma exposição de 1963 no Zoológico do Bronx, no Bronx, um distrito da cidade de Nova York. Ele apresentava um espelho e um texto descrevendo os perigos que os humanos representam para a vida na Terra. Em 1968, a exposição foi duplicada no Brookfield Zoo, em Chicago.

## História
A exposição O Animal Mais Perigoso do Mundo estreou no Zoológico do Bronx em 26 de abril de 1963. A história sobre a exposição foi recolhida e reimpressa em todos os Estados Unidos. Em 1963, a exposição também foi noticiada no The Illustrated London News. Havia também uma fotografia que acompanhava, cortesia da Sociedade Zoológica de Nova York. A exposição foi instalada no Great Apes House.

## Exposição
As palavras: "O animal mais perigoso do mundo" estavam impressas em vermelho no topo de uma gaiola. Atrás das grades da jaula, havia um espelho. A exposição permitiu que os visitantes humanos espiassem dentro da gaiola e vissem seu reflexo – marcando-os como “mais perigosos”. A exposição no zoológico do Bronx ainda estava lá em 1981.
Em 1963, o curador de mamíferos do Zoológico do Bronx foi questionado sobre as reações dos visitantes à exposição. Ele disse: "Eles tomam do jeito que queremos. Faz com que parem e pensem". 

O texto original sob a exposição dizia:
Você está olhando para o animal mais perigoso do mundo. Só ele de todos os animais que já viveram pode exterminar (e tem) espécies inteiras de animais. Agora tem o poder de exterminar toda a vida na terra. 
Mais tarde, o texto foi alterado para ler:
Este animal, aumentando a uma taxa de 190.000 a cada 24 horas, é a única criatura que já matou espécies inteiras de outros animais. Agora tem o poder de exterminar toda a vida na terra. 

## Recepção
Em 1963, o Corpus Christi Times chamou de "exposição surpreendente" e disse que "para os visitantes em suas trilhas". The Illustrated London News disse que o que as pessoas viam no espelho era "sem dúvida, o animal mais perigoso do mundo". "E há uma verdade considerável nesta declaração simples, mas eficaz que é feita."  Em 1989, a exposição foi referida como uma viagem de culpa por The Morning Call de Allentown, Pensilvânia.

## Legado
Em 1968, o Brookfield Zoo, em Chicago, teve uma exibição semelhante que dizia: "A criatura mais perigosa da terra é o homem, que se destrói e causou a extinção de mais de 100 espécies de animais". Uma versão do sinal aparece no zoológico apresentado no romance de 2001 de Yann Martel, Life of Pi.